# Habranthus leonensis
Habranthus leonensis är en amaryllisväxtart som beskrevs av Pierfelice Ravenna. Habranthus leonensis ingår i släktet Habranthus och familjen amaryllisväxter.
Artens utbredningsområde är Paraguay. Inga underarter finns listade i Catalogue of Life.